# 856
856(팔백오십육)은 855보다 크고 857보다 작은 자연수다.

## 수학
- 합성수로, 그 약수는 1, 2, 4, 8, 107, 214, 428, 856이다. 진약수의 합은 764이므로, 856은 부족수다.
- {\displaystyle 856=4^{2}+10^{2}+16^{2}+22^{2}}
  - 공차가 6인 네 자연수의 제곱합으로 나타낼 수 있는 수다. 이 성질을 지닌 앞의 수는 756, 다음 수는 964다.
- {\displaystyle 856=2^{5}\times 3^{3}-2^{3}}

## 과학
- NGC 856: 고래자리 방향에 있는 나선은하.

## 교통
- 856번 홋카이도도(일본어판)

## 군사
- 856 해군 항공대(영어판): 과거 존재한 영국의 해군 항공대.
- U-856(영어판): 제2차 세계 대전에 사용된 나치 독일의 군용 잠수함.

## 문화유산
- 대한민국의 보물 제856호: 소총통

## 기타
- 연도: 856년, 기원전 856년